# Босса, Жозе Феррейра
Жозе́ Силве́штре Ферре́йра Босса (порт. José Silvestre Ferreira Bossa; 20 июля 1894, Моура; 14 февраля 1970) — португальский военачальник, политик, министр колоний в правительстве Нового государства в 1935—1936 годах; генерал-губернатор Португальской Индии (1946—1947). 30 апреля 1946 года произведён в Гранд-офицеры Военного ордена Христа и награждён соответствующим орденом (GOC).